# Кристин (Тексас)
Кристин (енгл. Christine) град је у америчкој савезној држави Тексас. По попису становништва из 2010. у њему је живело 390 становника.

## Демографија
Према попису становништва из 2010. у граду је живело 390 становника, што је 46 (10,6%) становника мање него 2000. године.
| Група             | 2000.       | 2010.       |
| Белци             | 105 (24,1%) | 94 (24,1%)  |
| Афроамериканци    | 0 (0,0%)    | 0 (0,0%)    |
| Азијати           | 1 (0,2%)    | 1 (0,3%)    |
| Хиспаноамериканци | 325 (74,5%) | 290 (74,4%) |
| Укупно            | 436         | 390         |